# Xylotoles pattesoni
Xylotoles pattesoni es una especie de escarabajo longicornio del género Xylotoles, tribu Parmenini, subfamilia Lamiinae. Fue descrita científicamente por Olliff en 1888.

## Descripción
Mide 7-12 milímetros de longitud.

## Distribución
Se distribuye por Nueva Zelanda.